# Port lotniczy Vanimo
Port lotniczy Vanimo (IATA: VAI, ICAO: AYVN) – port lotniczy zlokalizowany w mieście Vanimo, w Papui-Nowej Gwinei.